# Андреев, Алексей Леонидович
Алексе́й Леони́дович Андре́ев (24 февраля 1920, Петроград — 29 марта 2004) — русский советский артист балета, балетмейстер. Заслуженный артист РСФСР (1957), заслуженный деятель искусств БССР (1962).

## Биография
Родился в Петрограде. Окончил Ленинградское хореографическое училище. Член КПСС с 1948 года. В 1939—1959 гг. танцевал в Театре оперы и балета им. С. М. Кирова. Первый исполнитель партий Измаила («Гаянэ», 1942), Фёдора («Родные поля», 1953) и др. Автор постановок «Волшебная флейта» (1943), «Сказка о мертвой царевне и семи богатырях» (1949), «Красный цветок» (1958). В 1960—1964 и 1971—1973 гг. — главный балетмейстер Государственного академического Большого театра оперы и балета БССР, а в 1978—1983 гг. — главный балетмейстер Чувашского музыкального театра.
Скончался в 2004 году. Похоронен в Санкт-Петербурге на Серафимовском кладбище.

Могила Андреева на Серафимовском кладбище Санкт-Петербурга.